# 3-O-Methyl-scyllo-inosamin
3-O-Methyl-scyllo-inosamin ist eine chemische Verbindung aus der Gruppe der Inositderivate und ein Methylether eines Inosamin-Rings.

## Vorkommen
3-O-Methyl-scyllo-inosamin kommt natürlich in Luzerne vor und wird von Rhizobien (Knöllchenbakterien R. meliloti und R. leguminosarum) biosynthetisiert. Die Verbindung gehört zu den Rhizopinen. Dieses sind opin-ähnliche Verbindungen, die nur von dem Bacteroid in der Knolle produziert werden. Sie werden weder in anderen Teilen der Pflanze noch in frei lebenden Bakterien nachgewiesen. Rhizopine wie scyllo-Inosamin und 3-O-Methyl-scyllo-inosamin spielen eine wichtige Rolle als Nährstoffvermittler beim Aufbau der symbiotischen Beziehung zwischen Leguminosen und Rhizobien.

## Gewinnung und Darstellung
3-O-Methyl-scyllo-inosamin kann durch mehrstufige Reaktion gewonnen werden. Bei der Synthesestrategie wird myo-Inositol als Ausgangsmaterial verwendet und die Konformationsstabilität des entsprechenden Orthoformiats ausgenutzt, bei dem zwei Hydroxylgruppen axial ausgerichtet sind, während die verbleibende Gruppe äquatorial angeordnet ist. Alkylierung und selektive Methylierung sind weitere Schritte der Synthese.